# Данненберг, Яков Иванович
Я́ков Ива́нович Данненберг — генерал-майор, известен как устроитель шлифовальных фабрик в Екатеринбурге, в 1765—1782 годах руководитель Экспедиции о разыскании разного рода цветных каменьев.

## Биография
Его долголетняя деятельность на Урале заслуживает внимания, так как благодаря ему гранильное дело и разработка мрамора и цветных камней на Урале были поставлены особенно успешно и Екатеринбургский округ сделался одним из центров шлифовального искусства. До 1765 года все существовавшие екатеринбургские фабрики и заводы находились под ведением канцелярии главного заводов правления и не отличались большой производительностью и известностью. 15 марта 1765 года по именному высочайшему указу, состоявшемуся на основании доклада И. И. Бецкого, для отыскания, добычи и обработки мрамора и других цветных камней около Екатеринбурга, был отправлен генерал-майор Данненберг с командой, состоявшей из разных чиновников и служителей; в числе их были два выписанных из Италии мастера-гранильщика.

Экспедиция была утверждена 15 марта 1765 года. В её состав вошли: генерал-майор Яков Иванович Данненберг, его сын Осип Данненберг с денщиками, прапорщик Пётр Козлов с денщиком, каптенармус Иван Кулаков, четверо солдат: Михаил Чириков, Козьма Харламов, Михаил Паненков, Пётр Куликов, «архитектурии ученик» Михаил Колмогоров, канцелярист комиссар Сергей Назаров, копиисты Мартын Жуков и Иван Кармышев. Для работ по камню к «Экспедиции» были причислены мастера Петергофской шлифовальной фабрики: мастер Сергей Ваганов, подмастерья Филипп Тупылев и Сидор Козьмин — оба для «гранения, шлифовки и полировки камней»; для резьбы по камню — ученики Лаврентий Морозов и Степан Солонихин и каменотёсец Гаврило Белозёров. В качестве учителей с «Экспедицией» были посланы итальянцы Жан Баттист и Валлерио Тортори, Пестрмо Небияй, в роли переводчика — Франциск Грамматика. В составе «Экспедиции» числились лекарь Корнила Берх и "вольных золотых дел мастер Авраам Карлович Гопиус.
Данненберг, по прибытии в Екатеринбург, открыл экспедицию разыскания в екатеринбургском, оренбургском и других местных округах разного рода цветных камней; на расходы по этой экспедиции Данненбергу было отпущено сначала 20 тысяч рублей, а потом, в 1767 году, ещё 15 тысяч. Разведки и добывание камней под руководством Данненберга производились весьма энергично и успешно. Он командировал своих чиновников и мастеров в различные места пермской и оренбургской губерний, причём были возобновлены разработки старинных приисков, известных ещё с 1723 года. Ввиду большого и успешного добывания мрамора в ломках Горнощитского селения, Данненбергом был учреждён, немедленно по прибытии, Горнощитский мраморный завод, снабжавший материалом большинство шлифовальных фабрик. В 1782 году Данненберг был устранён от должности главного начальника упомянутой экспедиции, и она перешла в ведение пермского и тобольского генерал-губернатора.
Основатель Мраморского селения и фабрики Яков Данненберг внезапно умер летом 1774 года и был похоронен здесь же. В 1841 году по ходатайству директора Екатеринбургской гранильной фабрики генерал-майора Вейца Ивана Ивановича в Горнощитском мраморном заводе близ места, где покоился прах основателя завода генерал-майора Я. И. Данненберга, была построена каменная церковь Иоанна Предтечи с каменной оградой. Могила Данненберга оказалась справа перед входом в церковь.